# Закон Пуазёйля
Зако́н Пуазёйля (иногда закон Га́гена — Пуазёйля или в иной транскрипции — закон Ха́гена — Пуазёйля) — физический закон гидродинамики для так называемого течения Пуазёйля, то есть установившегося течения вязкой, в частном случае несжимаемой, жидкости в тонкой цилиндрической трубе. Связывает расход жидкости через сечение трубы с перепадом давления на концах её при заданных вязкости жидкости и геометрических размерах трубки.
Закон установлен эмпирически в 1839 году Г. Хагеном, а в 1840—1841 годах — независимо от него Ж. Л. Пуазёйлем. Теоретически объяснён Дж. Г. Стоксом в 1845 году.

## Формулировка закона
При установившемся ламинарном течении вязкой несжимаемой жидкости сквозь длинную (то есть при длине трубы многократно превышающей её диаметр) прямую цилиндрическую трубу (капилляр) круглого сечения объёмный расход жидкости прямо пропорционален перепаду давления на единицу длины трубы и четвёртой степени радиуса и обратно пропорционален коэффициенту вязкости жидкости.
{\displaystyle Q={\frac {\pi R^{4}}{8\eta l}}(p_{1}-p_{2})={\frac {\pi d^{4}}{128\eta l}}\Delta p,}
где
- {\displaystyle p_{1}-p_{2}=\Delta p} — перепад давления на концах трубы, Па;
- {\displaystyle Q} — объёмный расход жидкости, м³/с;
- {\displaystyle R} — радиус трубы, м;
- {\displaystyle d} — диаметр трубы, м;
- {\displaystyle \eta } — коэффициент динамической вязкости, Па·с;
- {\displaystyle l} — длина трубы, м.

Формула справедлива, во-первых, если течение жидкости ламинарное, и, во-вторых, ламинарное течение установившееся, профиль скоростей в котором описывается течением Пуазёйля, когда можно пренебречь влиянием концов трубы.
Явление, описываемое формулой, иногда используется для экспериментального определения вязкости жидкостей. Другим способом определения вязкости жидкости является метод, использующий закон Стокса.

## Закон Пуазёйля для течения сжимаемой жидкости в трубе
Для сжимаемой жидкости в трубе (газа), объёмный расход и линейная скорость не постоянны вдоль трубы, при больших давлениях скорость и объемный расход меньше при неизменном расходе газа, приведённого к нормальным условиям. Поскольку газ при течении расширяется, то в общем случае температура газа изменяется вдоль трубы, то есть процесс неизотермический.
Это означает, что скорость потока зависит не только от давления в данном сечении трубы, но и от температуры газа.
Для идеального газа в изотермическом случае, когда температура газа за счёт теплообмена со стенкой трубы успевает выравняться с температурой стенки и когда разность давлений между концами трубы мала относительно среднего давления вдоль трубы, объёмный расход на выходе из трубы определяется выражением:
{\displaystyle Q={\frac {\pi R^{4}}{16\eta l}}\left({\frac {P_{\mathrm {i} }^{2}-P_{\mathrm {o} }^{2}}{P_{\mathrm {o} }}}\right),}
где {\displaystyle P_{\mathrm {i} }} — входное давление, Па;
{\displaystyle P_{\mathrm {o} }} — выходное давление, Па;
{\displaystyle l} — длина трубы, м;
{\displaystyle \eta } — динамическая вязкость, Па·с;
{\displaystyle R} — радиус, м;
{\displaystyle Q} — объёмный расход газа при выходном давлении, м3/с.
Это уравнение можно рассматривать как закон Пуазёйля с дополнительным коэффициентом для усреднения давления вдоль трубы:
{\displaystyle {\frac {P_{\mathrm {i} }+P_{\mathrm {o} }}{2P_{\mathrm {o} }}}.}

## Вариации и обобщение
Имеется обобщение формулы закона Пуазёйля для длинной трубы эллиптического сечения. Из формулы для трубы эллиптического сечения следует формула закона Пуазейля для течения жидкости между двумя параллельными плоскостями (в предельном случае, когда большая полуось эллипса стремится к бесконечности). В справочной литературе приведены формулы для профиля скоростей потока жидкости и для расхода жидкости через единицу площади.